# Americans de Great Falls
Les Americans de Great Falls sont une équipe de hockey sur glace de la Ligue de hockey de l'Ouest. L'équipe a opéré une saison dans la ligue. Elle était basée à Great Falls dans le Montana et jouait dans la patinoire Four Seasons Arena puis a déménagé à Spokane pour devenir les Flyers de Spokane. 

## Statistiques
L'équipe a fini 8e de la ligue en jouant 28 matchs dont 25 défaites, 2 victoires et 1 match nul. Ils auront donc totalisé 5 points en marquant 73 buts et en encaissant 186. L'équipe ne s'est pas qualifiée pour les séries éliminatoires.